# Óten Šimokawa
Óten Šimokawa (japonsky 下川凹天, Šimokawa Óten; 2. května 1892 – 26. května 1973) byl japonský animátor, který je považován za jednoho ze zakládajících animátorů a průkopníků anime. Když mu bylo devět let, jeho rodina se odstěhovala do Tokia. V něm pracoval pro časopis Tokyo Puck jako redakční karikaturista a kreslíř mang. Ve svých 26 letech byl najat studiem Tennenšoku kacudó šašin, aby vyrobil krátkometrážní animovaný film. Na tu dobu použil několik neobvyklých animačních technik, například kreslení postav pomocí křídy nebo bílého vosku na pozadí tmavé desky. Výroba filmu byla díky jeho technikám rychlá a levná. Ten byl vydán roku 1917 pod názvem Imokawa Mukuzó genkanban no maki. Přestože se nejedná o nejranější animované dílo v Japonsku, je považován za první profesionální anime film, protože byl veřejně promítán v kinech.

## Dílo
- Imokawa Mukuzó genkanban no maki (1917)[4]
- Dekobó šingačó – Meian no šippai (1917)[4]
- Čamebó šingačó – Nomi fúfu šikaeshi no maki (1917)[4]
- Imokawa Mukuzó čúgaeri no maki (1917)[4]
- Imokawa Mukuzó curi no maki (1917)[4]